# Digenis Akritas Morfu FC
Digenis Akritas Morfu FC (nowogr. Διγενής Ακρίτας Μόρφου) – cypryjski klub piłkarski mający swoją siedzibę w Morfu. Występuje w Protathlima B’ Kategorias, drugim najwyższym szczeblu piłkarskim na Cyprze.

## Historia
Digenis Akritas Morfu FC został założony 23 kwietnia 1931.  W sezonie 1969/1970 wygrali Protathlima B’ Kategorias i pierwszy raz w historii awansowali do Protathlima A’ Kategorias. Grali w niej przez 9 sezonów, aż do spadku w 1979. W sezonie 1999/2000 ponownie wygrali Protathlima B’ Kategorias i po ponad 20-stu latach awansowali na najwyższy szczebel rozgrywkowy. Spadli z niego po sezonie gry, wracając tam jednak po roku gry na zapleczu. W Protathlima A’ Kategorias grali tym razem przez 5 sezonów, aż do spadku po edycji 2006/2007.

## Stadion
Digenis Akritas Morfu FC rozgrywa swoje mecze na Stadionie Makario.

## Skład
Stan na 8 grudnia 2024
| Nr | Poz. | Piłkarz                   |
| -- | ---- | ------------------------- |
| 1  | BR   | Aleksis Metaksas          |
| 3  | OB   | Jorgos Atanasiadis        |
| 4  | OB   | Ksenios Pilawas           |
| 6  | OB   | Dušan Lalatović           |
| 7  | PO   | Mateja Bajunovic          |
| 8  | PO   | Konsdantinos Meniku       |
| 9  | NA   | Angelos Kodzopulos        |
| 11 | NA   | Andreas Neofitu           |
| 16 | PO   | King Solomon              |
| 20 | OB   | Andreas Dzokas            |
| 21 | PO   | Sozos Papacharalampous    |
| 22 | NA   | Jeorjos Sawidis           |
| 24 | OB   | Andreas Guguris (kapitan) |
| 26 | NA   | Marios Andoniu            |
| 27 | OB   | Serjos Chadzidimitriu     |

| Nr | Poz. | Piłkarz                 |
| -- | ---- | ----------------------- |
| 30 | PO   | Petru Costin            |
| 32 | PO   | Markos Stilianidis      |
| 38 | NA   | Panajotis Poliwiu       |
| 42 | OB   | Jorgos Kukodimos        |
| 44 | NA   | Aleksandros Peleties    |
| 70 | NA   | Luizinho Guedes         |
| 73 | BR   | Jorgos Tazuris          |
| 77 | OB   | Michalis Chadziprodromu |
| 78 | BR   | Stefanos Kitos          |
| 79 | NA   | Tomás Rocha             |
|    | BR   | Joanis Muros            |
|    | OB   | Aninos Kiradzis         |
|    | PO   | Jerasimos Filaktu       |
|    | NA   | Andreas Chadzikonstandi |

## Sukcesy
- Protathlima B’ Kategorias (2x): 1969/1970, 1999/2000
- Protathlima C’ Kategorias (2x): 1987/1988[10], 2018/2019[11]